# Alfred Lagarde
Alfred Lagarde (Groningen, 2 april 1948 – Den Haag, 1 januari 1998) was een Nederlands radio dj /presentator bij onder meer de VARA en Veronica, wiens werkelijke naam Alfred van der Garde luidde. Hij had de bijnaam Big Al of Big Bad Al. Eveneens was hij voice-over. Op nieuwjaarsdag 1998 overleed Lagarde aan de gevolgen van een hersenbloeding.

## Levensloop
Lagarde begon met radio maken in mei 1972 als diskjockey bij de zeezender Radio Noordzee Internationaal. Nog voor Radio Noordzee Inernationaal in augustus 1974 ophield te bestaan, was hij al overgestapt naar de publieke omroep. Hij werkte bij de VARA, waar hij onder meer Betonuur (1974-1981) maakte. Dat radioprogramma begon jarenlang met de aankondiging van de nieuwe Hilversum 3 Troetelschijf van de week, met een kort humoristisch hoorspel waarin alle stemmen door Lagarde werden vertolkt. In december 1975, 1976 en 1978 verving hij enige malen Felix Meurders namens de NOS bij de presentatie van de Nationale Hitparade en het Top 100 Jaaroverzicht van deze hitlijst. In mei 1982 vertrok hij naar Veronica. Zijn waarschijnlijk bekendste radioprogramma was Countdown Café, met Kees Baars en Annette van Trigt. Andere programma's waren onder meer Radio Romantica en Oh, wat een nacht (Veronica, 1982-1994). Na het vertrek van Veronica uit het publieke omroepbestel per 1 september 1995, was Lagarde enkele jaren te horen op Kink FM.
Tussen 1 september 1989 en 31 augustus 1995 was Lagarde ook de stem van het publieke Veronica en vanaf 1 september 1995 tot eind 1997 ook voor het commercïële Veronica, zowel op radio als televisie. Na zijn overlijden op 1 januari 1998 bleef Veronica FM nog een tijd lang de stem van Lagarde gebruiken in jingles en promo's. Daarnaast sprak Lagarde talloze televisieprogramma's, reclamespots voor radio-en televisie en tekenfilms in. Zo is zijn stem te horen in onder meer Sesamstraat, Oliver & Co., The Lion King, De kleine zeemeermin en Seabert. Ook was hij de voice-over tijdens de tv-special opnames van Tatjana Goes Miami in september 1993.
In 1982 maakte Lagarde onder de naam Johnny Camaro een humoristisch getinte cover van het nummer Save the last dance for me van The Drifters, gezongen en gesproken met een Surinaams accent, in 1988 deed hij dat nog een keertje over met Don't Worry, Be Happy van Bobby McFerrin. De plaat werd een hit in de destijds twee landelijke hitlijsten op de nationale publieke popzender Radio 3 (de Nederlandse Top 40 en de Nationale Hitparade Top 100). Daarna maakte Lagarde nog enkele platen als Johnny Camaro, die later op het album Greatest Hits werden uitgebracht. Lagarde was ook als muziekproducer actief. Hij produceerde albums voor onder meer Toto, Vitesse en het Arnhemse Turbo, de band van zanger Lain Barbier.  Ook was hij als producer verantwoordelijk voor enkele demo's van Anouk.
Lagarde leefde enige tijd samen met modeontwerpster Carla van der Vorst. Hij werd begraven op begraafplaats Westduin in Den Haag. In 1998 kreeg Lagarde postuum een Marconi Award voor beste programmamaker. 
Op 1 januari 2023, precies 25 jaar na zijn overlijden, verscheen de eerste aflevering van de tiendelige podcastserie More Than A Feeling, gemaakt door radio-dj Tim op het Broek (kink.nl/lagarde).

## Discografie

### Singles
| Single met eventuele hitnotering(en) in de Nederlandse Top 40 | Datum van verschijnen | Datum van binnenkomst | Hoogste positie | Aantal weken | Opmerkingen       |
| ------------------------------------------------------------- | --------------------- | --------------------- | --------------- | ------------ | ----------------- |
| Don't Worry, Be Happy                                         | 1988                  | 03-12-1988            | 9               | 7            | als Johnny Camaro |
| Polonaise Hollandaise (Surinaamse Versie)                     | 1989                  | 28-01-1989            | 12              | 5            | als Johnny Camaro |